# Mulliner Book

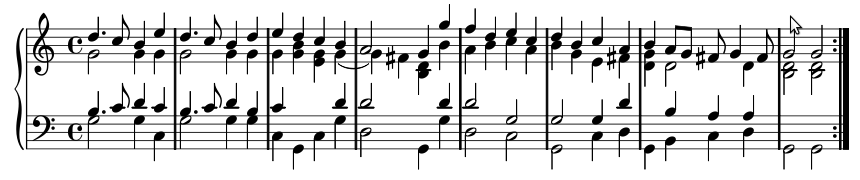
Primeros compases de la pieza anónima La Bounette extraídos del Mulling Book, nº 13

El Mulliner Book (BL Add MS 30513) es una compilación de piezas musicales, realizada probablemente entre 1545 y 1570 por Thomas Mulliner, acerca de quien prácticamente no se conocen datos biográficos, salvo que fue mencionado en 1563 como modulator organum (organista) del Corpus Christi College en Oxford. Pertenece a la colección de la Biblioteca Británica.

## Descripción
En el catálogo realizado para el Museo Británico en 1909, Augustus Hughes-Hughes lo describe así: "papel, período tardío de Enrique VIII. Octavo oblongo. En su encuadernación original, sellado con la rosa Túdor, rastrillo y la flor de lis y las iniciales H[Enricus] R[ex]. Colección de composiciones aparentemente dispuestas para órgano y virginal, en dos varas de 5 a 8 líneas cada una, o un solo pentagrama de 11 a 13 líneas. Probablemente copiadas a mano por Thomas Mulliner, Maestro de Coro de la Catedral de San Pablo, que parece haber sido el propietario original del manuscrito, según lo atestiguado por John Heywood (intérprete de virginal de Eduardo VI) y que es evidentemente el TM mencionado".
Se cree que Thomas Mulliner había residido en Londres, donde John Heywood escribió en la página de título del manuscrito «Sum liber thomas mullineri/iohanne heywoode teste» (Soy El libro de Thomas Mullineri, John Heywood lo atestigua). Una anotación posterior en la misma página establece que «T.Mulliner fue maestro de la escuela de San Pablo», pero esto es difícil de probar. El origen del manuscrito es desconocido con anterioridad a su aparición en la biblioteca de John Stafford Smith en 1776. Luego de pasar por las manos de Edward Francis Rimbault, fue donado al Museo Británico en 1877 por William Hayman Cummings.

## Contenido
De las 121 piezas para teclado, más de la mitad se basan en cantos de la liturgia católica, y la mayoría del resto son transcripciones de partes vocales e himnos; solo unas veinte piezas corresponden a música secular. Incluye solamente dos piezas de danza y ninguna variación musical. También incluye nueve piezas para cistro, las más antiguas que se conocen para el instrumento. Los dieciséis compositores que se mencionan están entre los más importantes de la época, como Thomas Tallis (18 piezas), John Redford (35 piezas), John Blitheman (15 piezas), John Taverner (1 pieza) y Christopher Tye (2 piezas). Diecinueve obras no se atribuyen.